# Кассиопея (растение)
Кассиопе́я, или Кассио́па (лат. Cassiope) — род цветковых растений семейства Вересковые (Ericaceae). Состоит, по информации базы данных The Plant List, из 18 видов (включая один гибридный).

## Название
Своё научное название род получил в честь эфиопской царицы Кассиопеи, или Кассиопы — персонажа древнегреческой мифологии. Такое название было выбрано ботаником Дэвидом Доном, в 1834 году выделившим вид Andromeda tetragona L. (сейчас — Cassiope tetragona) вместе с некоторыми другими видами в отдельный род Cassiope. Кассиопея в мифологии — мать Андромеды, и таким образом учёный подчеркнул близкое родство выделенного им таксона с родом Подбел (Andromeda).

## Ботаническое описание
Низкорослые вечнозелёные стелющиеся кустарнички высотой 10—25 см.
Стебли тонкие, ползучие, ветвистые. Листья мелкие чешуевидные, ланцетные.
Цветки верхушечные или на боковых пазушных цветоножках, одиночные, белого или розового цвета, колокольчатой формы. Период цветения — май—июнь.

## Распространение и экология
Представители рода произрастают в регионах с арктическим и альпийским климатом Северного полушария, в том числе в Гималаях.
Растут на влажных, плодородных, кислых почвах. Светолюбивы.
На корнях, как и все вересковые, имеют микоризу.

## Виды

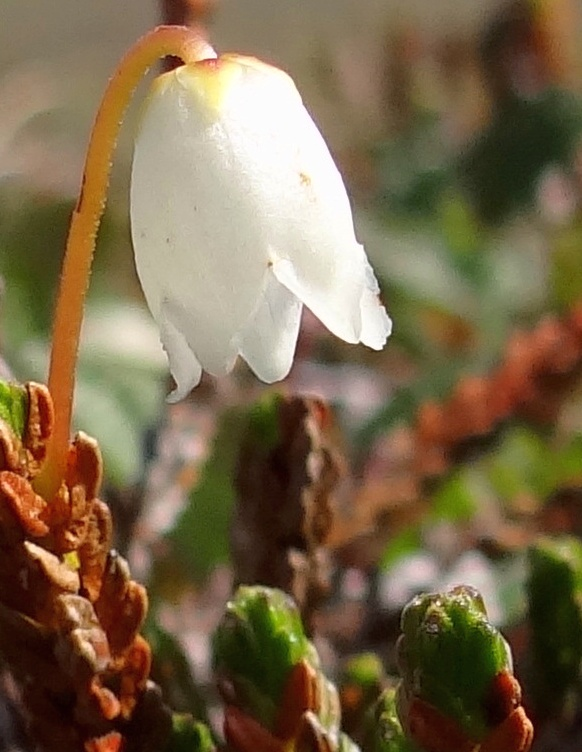
Кассиопея четырёхгранная. Цветок крупным планом. Северная Норвегия

Список видов по информации базы данных The Plant List:
- Cassiope abbreviata Hand.-Mazz. — Центральный и Южный Китай.
- Cassiope ×anadyrensis Jurtzev — Кассиопея анадырская = [Cassiope ericoides (Pall.) D.Don × Cassiope tetragona] — Магаданская область.
- Cassiope argyrotricha T.Z.Hsu — Центральный и Южный Китай.
- Cassiope ericoides (Pall.) D.Don — Кассиопея эриковидная — восточные области Восточной Сибири, Дальний Восток России, Северо-Восточный Китай, Монголия.
- Cassiope fastigiata (Wall.) D.Don — Кассиопея равновысокая — Ассам, Пакистан, Гималаи, Непал, Тибет, Мьянма.
- Cassiope fujianensis L.K.Ling & G.Hoo — Юго-Восточный Китай.
- Cassiope hypnoides (L.) D.Don — Кассиопея моховидная — тундровая зона Европы от Скандинавии до Урала включительно и Северной Америки (США, Канада и Гренландия).
- Cassiope lycopodioides (Pall.) D.Don — Кассиопея плауновидная — Дальний Восток России (Камчатка, Командоры, Сахалин, Курилы и Охотия), Япония, Северная Америка (Алеутские о-ва, Аляска).
- Cassiope membranifolia R.C.Fang — Центральный и Южный Китай.
- Cassiope mertensiana (Bong.) G.Don — Кассиопея Мертенса — Запад Северной Америки
- Cassiope myosuroides W.W.Sm. — Кассиопея мышехвостниковая — Центральный и Южный Китай, Мьянма.
- Cassiope nana T.Z.Hsu — Кассиопея карликовая — Центральный и Южный Китай.
- Cassiope palpebrata W.W.Sm. — Центральный и Южный Китай, Мьянма.
- Cassiope pectinata Stapf — Тибет, Центральный и Южный Китай, Мьянма.
- Cassiope redowskii (Cham. & Schltdl.) G.Don — Кассиопея Редовского — Дальний Восток России (Амурская область, Хабаровский край, Приморье).
- Cassiope selaginoides Hook.f. & Thomson — Кассиопея селаговидная — Тибет, Непал, Восточные Гималаи, Центральный и Южный Китай, Мьянма.
- Cassiope stelleriana (Pall.) DC. — Кассиопея Стеллера — Камчатка, Курилы, Япония, США (Алеутские о-ва, тундровые зоны от Аляски на юг до Орегона).
- Cassiope tetragona (L.) D.Don typus — Кассиопея четырёхгранная — Циркумполярное распространение.
- Cassiope wardii Marquand — Восточные Гималаи, Тибет.